# Alex Henery
Alex Henery (urodzony 17 sierpnia 1987 roku w Omaha w stanie Nebraska) – amerykański zawodnik futbolu amerykańskiego, grający na pozycji kickera. W rozgrywkach akademickich NCAA występował w drużynie Uniwersytetu Nebraska.
W roku 2011 przystąpił do draftu NFL. Został wybrany przez drużynę Philadelphia Eagles w czwartej rundzie (120. wybór). W drużynie z Pensylwanii występuje do tej pory.